# Flakkees
Het Flakkees is het dialect van Overflakkee. Net als het Goerees op Goeree behoort het tot het Zeeuws, hoewel het op Zuid-Hollands gebied gesproken wordt.
Het Flakkees heeft, net als het Goerees, de h behouden, behalve in Achthuizen en katholiek Oude-Tonge (onder West-Brabantse invloed), evenals de r voorafgaand aan de s (kers, niet kes zoals in Zeeland), opnieuw net als in het Goerees. Een aantal kenmerken die het Goerees onderscheiden van andere Zeeuwse dialecten treden in het Flakkees niet op: de Flakkeese dialecten vormen hun tweede infitief op -en, niet op -ene (zie Goerees voor meer een gedetailleerdere uitleg), het prefix voor voltooide deelwoorden luidt ge-, niet e- en de Nederlandse aa verandert gewoonlijk in een ae, zoals in de meeste Zeeuwse dialecten.
Het Flakkees laat zich verder onderverdelen in het Oostflakkees (Ooltgensplaat, Den Bommel en het protestantse deel van Oude-Tonge), het Brabants-Flakkees (Achthuizen en het katholieke deel van Oude-Tonge) en het Westflakkees (de overige plaatsen, te weten Middelharnis, Sommelsdijk, Dirksland, Nieuwe-Tonge, Stellendam, Melissant, Herkingen, Battenoord en Stad aan 't Haringvliet).
De onderverdelingen zijn ook weer op te delen. Zo is er verschil te horen binnen het Westflakkees tussen bijvoorbeeld Stellendam (Westelijk Overflakkee) en Nieuwe Tonge (Midden/Oostelijk Overflakkee). In de dorpen Middelharnis en Sommelsdijk wordt dertien als 'dortien' uitgesproken, terwijl dit in de overige dorpen die Westflakkees spreken niet het geval is.
| Goerees                               | Westflakkees                           | Oostflakkees                          | Brabants-Flakkees                   | Standaardnederlands                        |
| ------------------------------------- | -------------------------------------- | ------------------------------------- | ----------------------------------- | ------------------------------------------ |
| Hie stoat in 't huus van zn vriend    | Hie staet in 't huus van zn vriend     | Hie staet in 't huus van zn vrind     | Ie staet in 't uus van zn vrind     | Hij staat in het huis van zijn vriend      |
| Hie is in 't huus van zn vriend ewîst | Hie is in 't huus van zn vriend gewîst | Hie is in 't huus van zn vrind gewîst | Ie is in 't uus van zn vrind gewîst | Hij is in het huis van zijn vriend geweest |

Het Flakkees wordt net als het Goerees weinig in haar voortbestaan bedreigd ondanks alle invloeden vanuit overig Nederland.